# Josef Zuth
Josef Zuth, né le 24 novembre 1879 à Fischern et mort le 30 août 1932 à Vienne, est un enseignant musical, journaliste et musicologue autrichien.

## Biographie
Josef Zuth naît le 24 novembre 1879 à Fischern.
Il entre dans la fonction publique autrichienne en 1902 et travaille dans l'administration des chemins de fer autrichiens à Vienne jusqu'en 1925. Il prend des cours de guitare à partir de 1908, est l'élève de Richard Batka de 1910 à 1914 et étudie la musicologie à l'Université de Vienne à partir de 1915, obtenant un doctorat en 1919 pour la thèse Simon Molitor und die Wiener Gitarristik. Il enseigne la guitare et le luth à l'université populaire Urania de Vienne à partir de 1919 et devient conférencier à l'Institut d'éducation en 1925. Il édite le Zeitschrift für die Gitarre à partir de 1921 (publié sous le titre Musik im Haus à partir de 1972). Il est critique musical pour le Deutschösterreichische Tages-Zeitung et le Reichspost à partir de 1922. Il publie notamment Handbuch der Laute und Gitarre (Manuel du luth et de la guitare) (1926-1928).
Josef Zuth meurt le 30 août 1932 à Vienne.

## Publications
- (de) Handbuch der Laute und Gitarre, Verlage der Zeitschrift für die Gitarre, 1926, 296 p. (lire en ligne).